# Personalausweis (Israel)

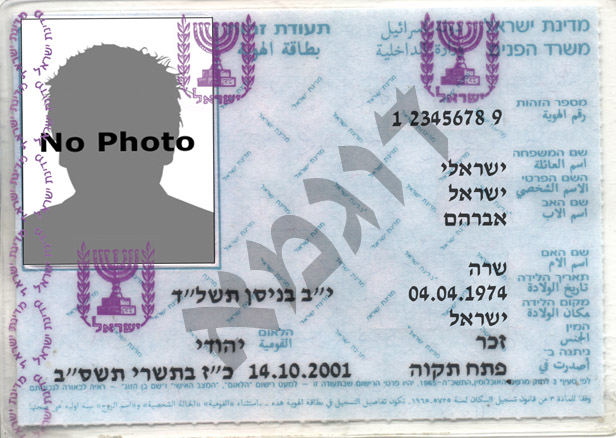
Der israelische Ausweis

Die Teʿudat Sehut (hebräisch תְּעוּדַת זֵהוּת Təʿūdat Sehūt, deutsch ‚Zeugnis der Identität‘ ) ist der israelische Personalausweis, der im Identity Card Carrying and Displaying Act of 1982 beschrieben ist. Jeder, der in Israel wohnt und 16 Jahre oder älter ist, muss diesen Ausweis bei sich tragen und ihn auf Verlangen einer Behörde zeigen.

## Inhalt
Die Karte ist laminiert und hat folgenden Inhalt:
- Identitätsnummer
- Vor- und Zuname
- Geburtsland (wobei auch das Mandatsgebiet Palästina sowie israelische Siedlungen in den besetzten Gebieten Westjordanland und Gazastreifen unter „Israel“ subsumiert werden)
- Abstammung (die gesetzlichen Vorfahren)
- Geburtsdatum (nach dem gregorianischen; bei Juden auch nach dem jüdischen Kalender)
- „Nation“ oder „Volksgruppe“ (hebräisch לאום ləʾōm,[4] arabisch قومية, DMG qawmīya[5]) nur bei Ausweisen, die vor 2005 ausgestellt wurden;[6] z. B. „aramäisch“, „arabisch“, „beduinisch“, „drusisch“, „jüdisch“ oder „tscherkessisch“; der Eintrag „israelisch“ ist an dieser Stelle unzulässig, er steht im Feld Staatsbürgerschaft.[7] Während der britischen Mandatszeit hieß diese Kategorie auf Englisch „race“ („Rasse“).
- Geschlecht
- Ausstellungsort und -datum
- Passbild

Ein Anhang enthält folgende Angaben:
- aktuelle Wohnadresse
- frühere Wohnadressen
- frühere Namen
- Staatsangehörigkeit
- Name, Geburtsdatum und Identitätsnummer des Ehepartners und von Kindern

Seit Juli 2013 enthalten die Ausweise auch einen Chip mit biometrischen Daten (Portraitfoto und Fingerabdrücke).